# Turistická značená trasa 3683
 Turistická značená trasa 3683 je 1 km dlouhá zeleně značená trasa Klubu českých turistů v okrese Klatovy propojující další turistické trasy v údolí Liščí díra a tvořící část přístupové trasy k Prášilskému jezeru. Její převažující směr je jižní. Trasa se nachází na území národního parku Šumava.

## Průběh trasy
Počátek trasy se nachází ve východním úbočí Liščí díry nad Jezerním potokem na rozcestí, kde tvoří odbočku ze žlutě značené trasy 6677 Prášily - Srní. Trasa stoupá jižním směrem po asfaltové komunikaci východním úbočím údolí na koncové rozcestí, kde se napojuje na červeně značenou Šumavskou pěší magistrálu z Modravy k Prášilskému jezeru.